# EMAG Zerbst Maschinenfabrik
Die EMAG Zerbst Maschinenfabrik GmbH ist ein deutsches Werkzeugmaschinenbauunternehmen und gehört seit 1994 zur EMAG-Gruppe.
Innerhalb der EMAG ist die EMAG Zerbst Maschinenfabrik GmbH der zentrale Produktionsstandort sowohl für Standardmaschinen als auch für kundenspezifische Maschinen und liefert an Endkunden (bei Standardmaschinen) als auch an EMAG Technologieunternehmen aus. In den EMAG Technologieunternehmen erfolgt das Einrichten auf den Kundenprozess bzw. die Kundenbauteile.

## Geschichte

Werk Franz Braun

Franz-Braun-Aktie

Das unter dem heutigen Namen EMAG Zerbst Maschinenfabrik GmbH bekannte Unternehmen ging aus der 1867 gegründeten Franz Braun Werkzeugmaschinenfabrik und Eisengießerei hervor, das 1870 die erste Drehmaschine mit einem 12 Meter langen Bett an die Firma Henschel in Kassel lieferte.
Zwischen 1927 und 1945 baute das Unternehmen die Maschinen mittlerer Größe der „VDF-Einheitsdrehbank“, einer kompletten Maschinenreihe, die zusammen mit drei weiteren in Göppingen, Hannover und Hamburg ansässigen Unternehmen entwickelt wurde.
Ab 1950 bis 1994 wurden durch den – bis 1990 volkseigenen Betrieb – VEB Werkzeugmaschinenfabrik Zerbst (Werkzeugmaschinenkombinat „7. Oktober“) beziehungsweise die Werkzeugmaschinenfabrik Zerbst GmbH vorwiegend Groß- und Plandrehmaschinen mit bis 12.000 mm Planscheibendurchmesser und mit entsprechend langem Planungshorizont von mehreren Jahren hergestellt.
Im August 1994 wurde die WEMA Werkzeugmaschinenfabrik Zerbst von der EMAG-Gruppe zur Erweiterung der Fertigungskapazitäten übernommen und zum zentralen sowie bedeutenden Produktionsstandort ausgebaut. Dazu wurde der Betrieb in Zerbst komplett umstrukturiert.
Seit der Übernahme der  WEMA Werkzeugmaschinenfabrik Zerbst durch EMAG wurden neue Arbeitsplätze geschaffen. Waren anfangs 160 Mitarbeiter beschäftigt, sind auf dem Firmengelände heute insgesamt über 500 Mitarbeiter tätig, zusätzlich werden 10 bis 12 Auszubildende pro Jahrgang ausgebildet.
Mittlerweile stehen 13 Hallen mit einer Produktionsfläche von 36.000 m² zur Verfügung.

## Firmengelände
Mitte 1997 entstand auf dem Gelände das Unternehmen Blechverarbeitung &  Montage Zerbst GmbH (vormals: SIRO – Blechbearbeitung & -lackierung GmbH), welche Blechkonstruktionen für die Grundkörper-Herstellung, die Energiecontainer sowie das komplette und funktionsgerechte Gehäuse für Maschinen herstellt. Seit 2020 ist die Blechverarbeitung und Montage Zerbst GmbH auf die EMAG Zerbst Maschinenfabrik GmbH verschmolzen.
Es entstand außerdem die Firma KmB Technologie Gesellschaft für rationelle Fertigung mbH als Zulieferer für die Automobilindustrie.